# Варрезський вазописець

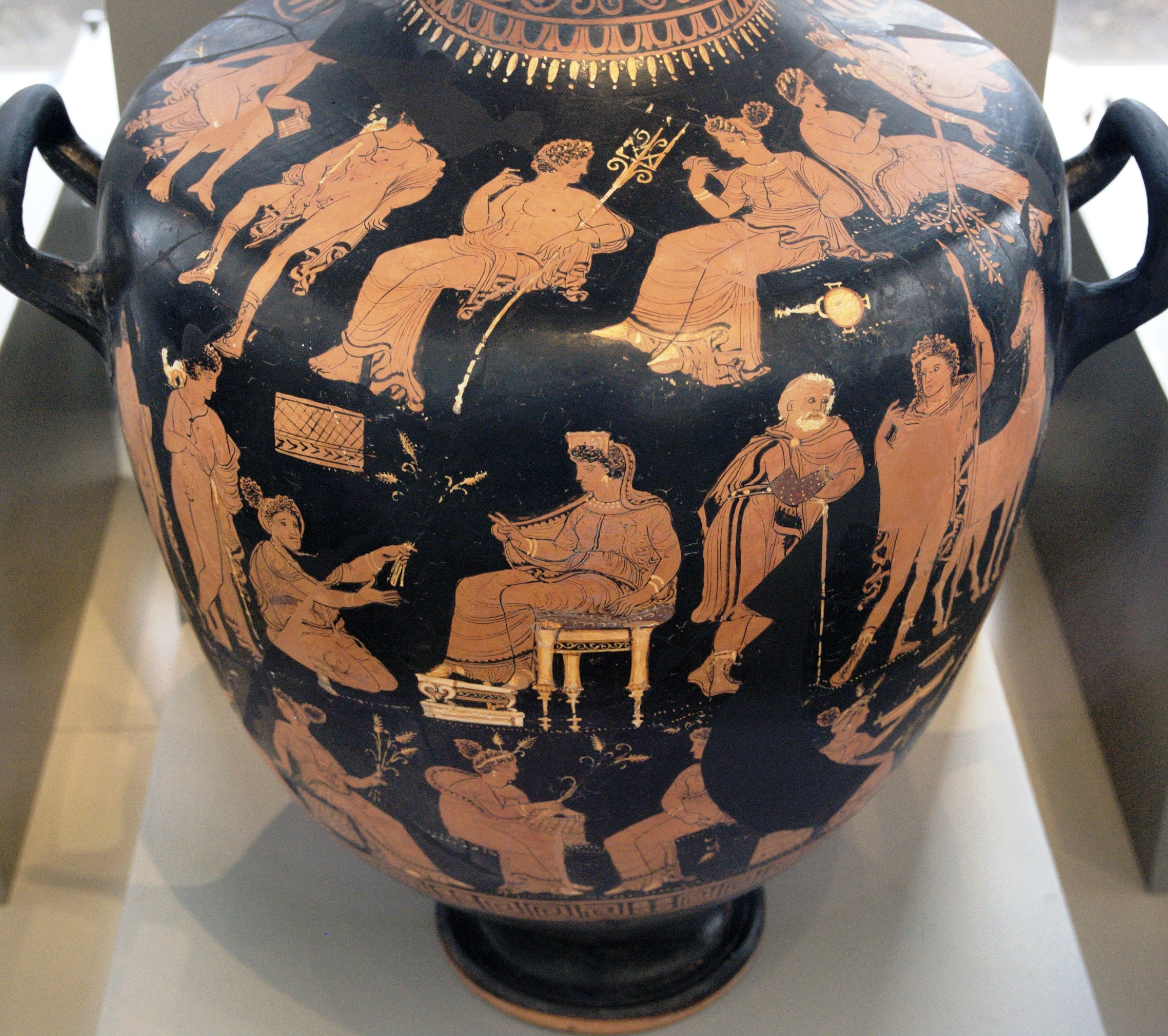
Так звана, Елефсинська гідрія, близько 430 до н. е., Берлінське античне зібрання

Варрезський вазописець — давньогрецький вазописець з Апулії, його роботи датуються серединою IV століття до н. е.
Його умовна назва походить від Варрезського гіпогею (комплексу скельних печер) у Каноза-ді-Пулья (нині Італія), в якому було знайдено кілька ваз, приписуваних вазописцю. В цілому його авторству належить більше 200 відомих ваз. Вчені вважають його одним з найважливіших представників свого періоду. Вплив Варрезського вазописця поширювався за межі його безпосереднього оточення, він позначився на наступному поколінні, зокрема на Вазописці Дарія.
Чверть ваз, віднесених до спадщини Варрезського вазописця, — вази великих форм, такі як гідрія, несторида, лутрофор, навіть його ойнохої мають значні розміри. Решта робіт — двоноподібні кратери та пеліки.
Стилістично у вазописі Варрезського вазописця виділяються 4 основні мотиви:
- Оголені фігури юнаків, які однієї рукою притримують одяг або сидять на складеній тканині;
- Зображення жіночих фігур, стоячи, обидві ніжки чітко видимі під одягом, поставлені одна за одною;
- Одягнені жінки, одна з її ніжок стоїть на більш високому рівні, ніж інша. Верхня частина торсу схиляється додолу, а одна рука спирається на стегно;
- Сидячі жінки, одна ніжка яких поставлена перед іншою.